# Kotchubaea
Kotchubaea es un género botánico de plantas con flores en la familia de las Rubiaceae.  Comprende 23 especies descritas y de estas, solo 13 aceptadas.

## Taxonomía
El género fue descrito por Joseph Dalton Hooker y publicado en Prodromus Systematis Naturalis Regni Vegetabilis 4: 373. 1830.

## Especies
- Kotchubaea duckei Steyerm.
- Kotchubaea insignis
- Kotchubaea montana, Steyerm.
- Kotchubaea neblinensis
- Kotchubaea semicericea